# Szibli-Umm al-Ganam
Szibli-Umm al-Ganam (hebr. שבלי-אום אל-גנם; arab. الشبلي - أم الغنم; ang. Shibli-Umm al-Ghanam) – samorząd lokalny położony w Dystrykcie Północnym, w Izraelu.

## Położenie
Miejscowość Szibli-Umm al-Ganam jest położona na wysokości od 100 do 220 metrów n.p.m. na płaskowyżu Sirin u podnóża góry Tabor w Dolnej Galilei, na północy Izraela. Na wschód od miasteczka przepływa strumień Keszet, który wpada na południu do strumienia Nachal Tawor. W jej otoczeniu są miejscowości Dabburijja, Ein Mahil i Kefar Tawor, kibuce Bet Keszet, En Dor i Dawerat, moszaw Kefar Kisch, wioska edukacyjna Kadoorie, oraz arabska wioska Tamra. Na południowym zachodzie jest strefa przemysłowa Alon Tawor i baza wojskowa Na’ura.
Szibli-Umm al-Ganam jest położone w Poddystrykcie Jezreel, w Dystrykcie Północnym Izraela.

## Historia
Miejscowość Szibli-Umm al-Ganam powstała w 1992 roku w wyniku połączenia z sobą dwóch dużo wcześniej istniejących osad: Szibli i Umm al-Ganam. Wioska Szibli leży u północno-wschodnich podnóży góry Tabor. Została założona przez beduińskie plemię Szibli. Natomiast wioska Umm al-Ganam leży u południowo-zachodnich podnóży góry Tabor i została założona przez dwa beduińskie plemiona Szibli oraz al-Sa'ud. Przez długie lata było to tymczasowe obozowisko koczowniczych Beduinów, które dopiero w 1940 roku przekształciło się w stałą osadę. Po I wojnie światowej w 1918 roku tutejsze wioski przeszły pod panowanie Brytyjczyków. Utworzyli oni w 1921 roku Brytyjski Mandat Palestyny. Podczas arabskiego powstania w Palestynie w 1936 roku klan Szibli zawarł porozumienie o wzajemnej obronie z mieszkańcami sąsiedniej żydowskiej osady Kfar Tavor. Porozumienie to obowiązywało przez cały czas powstania. W poszukiwaniu skutecznego rozwiązania narastającego konfliktu izraelsko-arabskiego w dniu 29 listopada 1947 roku została przyjęta Rezolucja Zgromadzenia Ogólnego ONZ nr 181. Zakładała ona między innymi, że wioski Szibli i Umm al-Ganam miały znaleźć się w granicach nowo utworzonego państwa arabskiego. Arabowie odrzucili tę Rezolucję i dzień później doprowadzili do wybuchu wojny domowej w Mandacie Palestyny. W trakcie jej trwania rejon wiosek zajęły siły Arabskiej Armii Wyzwoleńczej, które sparaliżowały żydowską komunikację w całej okolicy. W ramach odwetowych działań, w dniu 19 kwietnia 1948 roku obie wioski zostały zajęte przez żydowskie siły Hagany. Żydowscy żołnierze dotrzymali warunków zawartego w 1936 roku porozumienia i w odróżnieniu od wielu wiosek w Galilei, nie wysiedlili mieszkańców Szibli i Umm al-Ganam. Dzięki temu zachowały one swoją arabską tożsamość. W 1982 roku izraelskie władze formalnie uznały wioskę Umm al-Ganam, a w 1984 roku przyznały wiosce Szibli status samorządu lokalnego. W 1992 roku do miejscowości Szibli przyłączono sąsiednią wioskę Umm al-Ganam, tworząc w ten sposób miasteczko Szibli-Umm al-Ganam.

## Demografia
Zgodnie z danymi Izraelskiego Centrum Danych Statystycznych w 2013 roku w Szibli-Umm al-Ganam żyło prawie 5,5 tys. mieszkańców, w 100% Arabowie muzułmanie. Jest to niewielkie miasteczko, którego populacja charakteryzuje się niewielkim, lecz stałym wzrostem liczebności. Według danych z 2011 roku przyrost naturalny w porównaniu do poprzedniego roku wyniósł 1,6%. W roku tym urodziło się 149 dzieci, a zmarło 130 osób (odnotowano 1 zgon niemowląt). Według danych za 2011 rok liczba zatrudnionych pracowników wynosiła 1758, a liczba osób pracujących na własny rachunek wynosiła 139. Średnie miesięczne wynagrodzenie w 2011 roku wynosiło 5155 ILS (średnia krajowa 7964 ILS). Zasiłki dla bezrobotnych pobierało 31 osób, w tym 21 mężczyzn (średni wiek: 39 lat). Świadczenia emerytalne oraz rentowe pobierało 250 osób, a zapomogi społeczne 367 osób.
| Wiek (w latach) | Procent populacji w % |
| --------------- | --------------------- |
| 0 – 4           | 13,3                  |
| 5 – 9           | 13,4                  |
| 10 – 14         | 11,7                  |
| 15 – 19         | 9,4                   |
| 20 – 29         | 13,9                  |
| 30 – 44         | 21,0                  |
| 45 – 59         | 11,4                  |
| 60 – 64         | 1,8                   |
| 65 –            | 4,2                   |

Źródło danych: Central Bureau of Statistics.

## Symbole

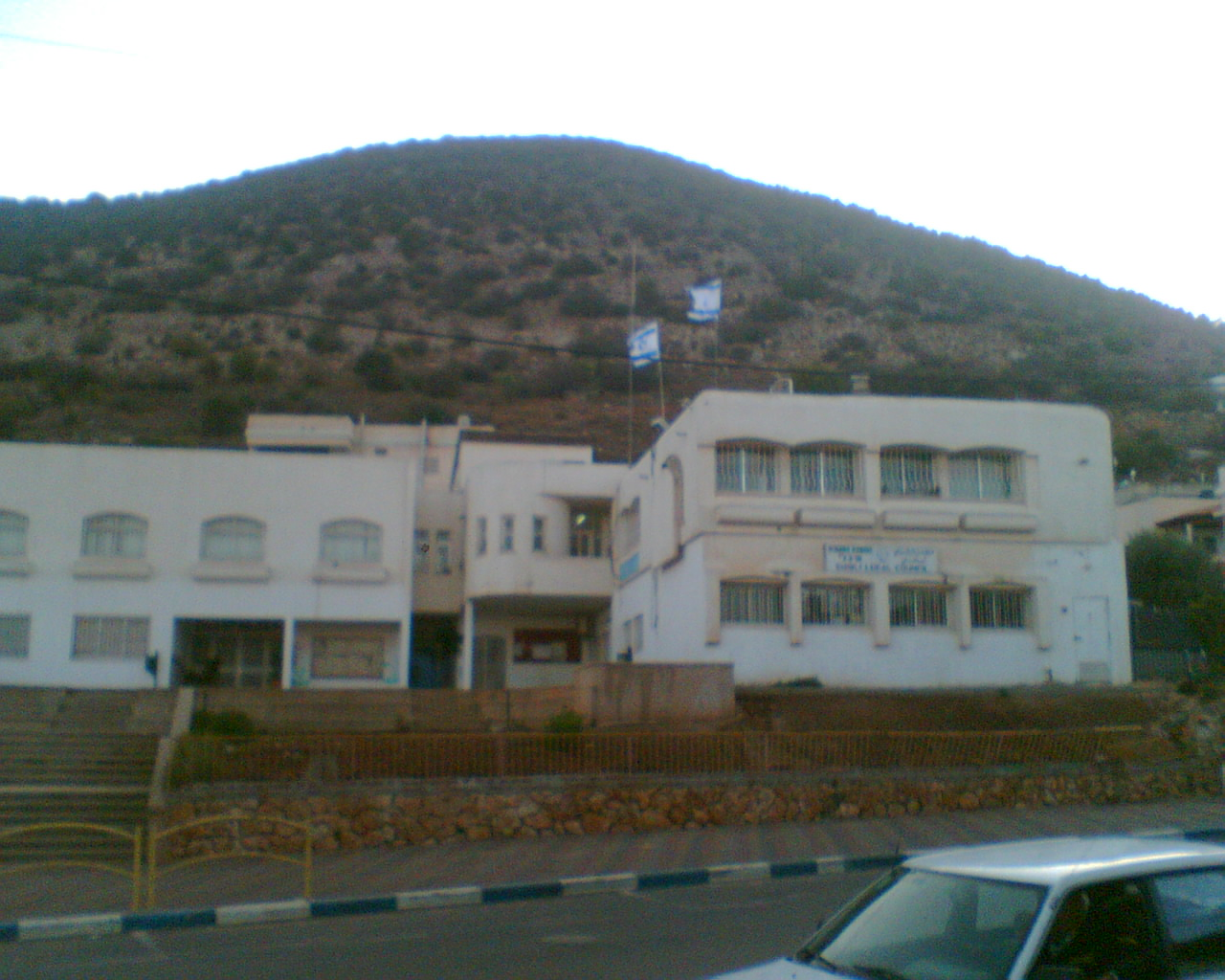
Siedziba władz samorządowych w Szibli-Umm al-Ganam

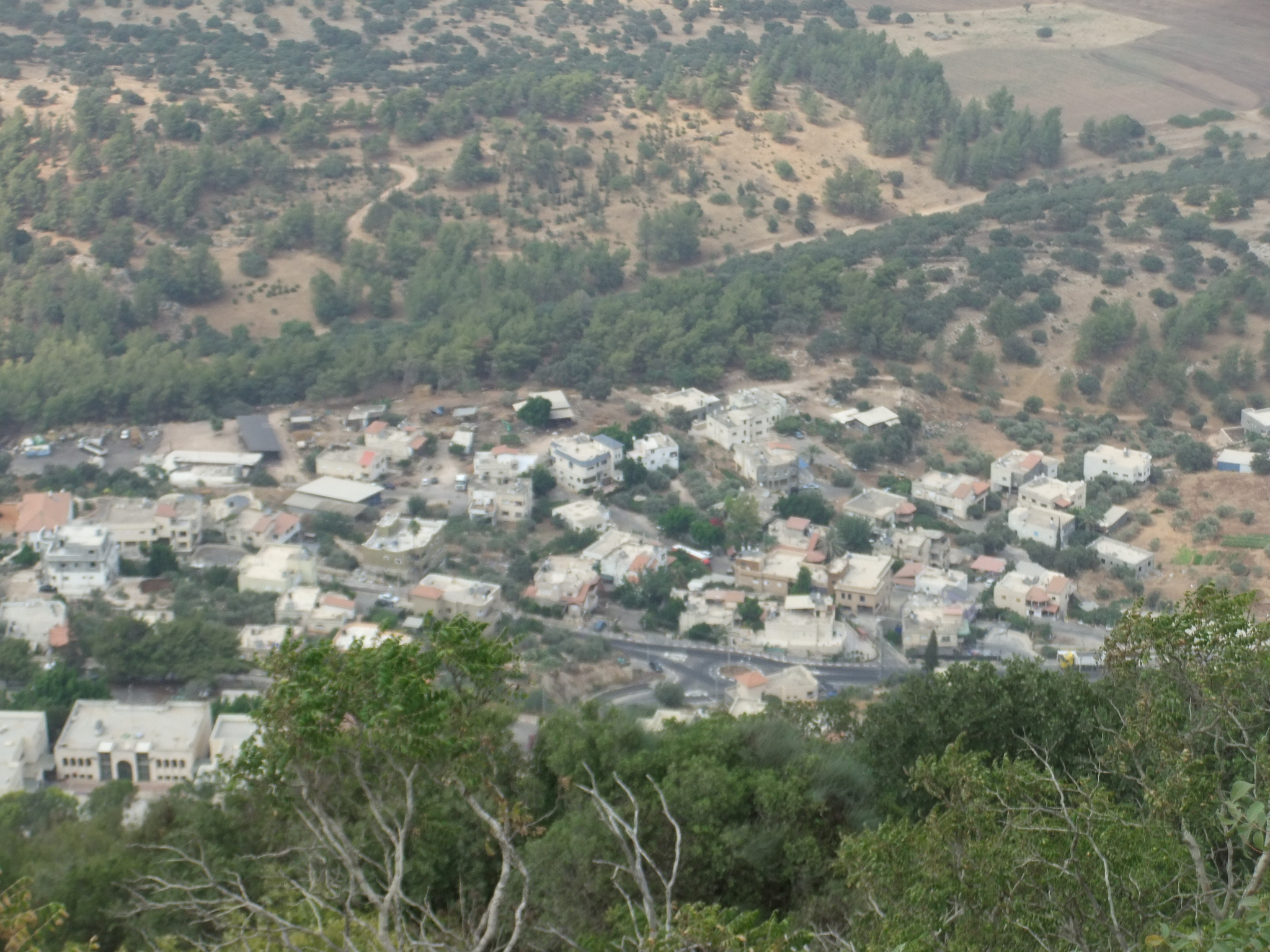
Widok na Szibli-Umm al-Ganam z góry Tabor

Herb Szibli-Umm al-Ganam przedstawia górę Tabor, za której wschodzi słońce. Po bokach umieszczono kłosy pszenicy, aby w ten sposób podkreślić rolnicze korzenie osady. Dodatkowo, na herbie widnieje nazwa miasta w języku hebrajskim i arabskim. Oficjalna flaga miasta jest w kolorze białym, z niebieskim lub kolorowym herbem pośrodku.

## Gospodarka
Lokalna gospodarka opiera się głównie na handlu i rzemiośle. Część mieszkańców dojeżdża do pracy w pobliskich strefach przemysłowych.

## Transport
Z obydwu dzielnic (Szibli i Umm al-Ganam) wyjeżdża się lokalnymi drogami na południowy wschód na drogę nr 65, którą jadąc na północny wschód dojeżdża się do miejscowości Kfar Tavor lub na południowy zachód do kibucu Dawerat. Dodatkowo z Umm al-Ganam lokalna droga prowadzi na północny zachód do miejscowości Dabburijja. W 2011 roku w miejscowości było zarejestrowanych 1665 pojazdów silnikowych, w tym 1170 samochodów osobowych (średnia wieku samochodów prywatnych wynosiła 10 lat). W roku tym w mieście doszło do 2 wypadków drogowych.

## Architektura
Pierwotnie były to dwie wioski rolnicze, jednak wraz ze wzrostem liczebności mieszkańców w znacznym stopniu zaprzestano gospodarki rolnej. Kolejne domy budowano w sposób chaotyczny, bez zintegrowanej infrastruktury, która umożliwiałaby korzystanie z budynków publicznych i usług komunalnych.

## Kultura
W dzielnicy Szibli znajduje się Centrum Dziedzictwa Beduinów.

## Edukacja
W miejscowości są dwie szkoły podstawowe i jedno gimnazjum. W 2010 roku uczęszczało do nich 1,4 tys. uczniów.